# Соколіґура
Соколіґура (пол. Sokoligóra) — село в Польщі, у гміні Ґолюб-Добжинь Ґолюбсько-Добжинського повіту Куявсько-Поморського воєводства.
Населення — 467 осіб (2011).
У 1975-1998 роках село належало до Торунського воєводства.

## Демографія
Демографічна структура станом на 31 березня 2011 року:
|          | Загалом | Допрацездатний вік | Працездатний вік | Постпрацездатний вік |
| -------- | ------- | ------------------ | ---------------- | -------------------- |
| Чоловіки | 243     | 42                 | 174              | 27                   |
| Жінки    | 224     | 48                 | 136              | 40                   |
| Разом    | 467     | 90                 | 310              | 67                   |